# Dean Jagger
Dean Jagger (* 7. November 1903 in Columbus Grove, Ohio; † 5. Februar 1991 in Santa Monica, Kalifornien) war ein US-amerikanischer Schauspieler. Für seinen Auftritt im Kriegsdrama Der Kommandeur erhielt er 1950 den Oscar in der Kategorie Bester Nebendarsteller.

## Leben und Karriere
Dean Jagger wurde in eine Farmerfamilie im ländlichen Ohio geboren. Nach dem Besuch des Wabash College in Crawfordsville, Indiana, war er zunächst für einige Zeit als Grundschullehrer tätig, ehe er sich der Schauspielerei zuwandte. Er sammelte erste Erfahrungen bei Vaudeville-Shows, Theaterstücken sowie im Radio. Sein Filmdebüt gab er 1929 in The Woman from Hell an der Seite von Mary Astor. In Hollywood versuchte man zunächst mit eher geringem Erfolg, Jagger in Hauptrollen zu besetzen. Schließlich fand der robust erscheinende, bereits früh zur Glatze neigende Darsteller seine Position als gefragter Nebendarsteller, der glaubwürdig sowohl gutherzige als auch bösartige Charaktere verkörpern konnte.
Besonders häufig war Jagger im Laufe seiner Karriere im Westerngenre unterwegs, so beispielsweise bei den Filmen Treck nach Utah (1940) mit Tyrone Power, Überfall der Ogalalla (1941) mit Randolph Scott, Verfolgt (1947) mit Robert Mitchum und Die fünf Vogelfreien (1969) an der Seite von Henry Fonda und James Stewart. 1949 übernahm Jagger die Rolle des Major Harvey Stovall in Henry Kings Kriegsdrama Der Kommandeur, für die er bei der Oscarverleihung 1950 als bester Nebendarsteller ausgezeichnet wurde. Auch sonst spielte Jagger häufiger hochrangige Offiziere, beispielsweise im Weihnachtsklassiker Weiße Weihnachten (1954) neben Bing Crosby und Danny Kaye. Daneben war Jagger oft als Vater der Hauptfigur zu sehen, etwa von Elvis Presley in Mein Leben ist der Rhythmus (1958) und Audrey Hepburn in Geschichte einer Nonne (1959). Weitere bekannte Filme mit Jagger sind Das Gewand (1953), Vierzig Gewehre (1957), Elmer Gantry (1960), Fluchtpunkt San Francisco (1971) und Bruce Lee – Mein letzter Kampf (1978).
In den 1930er- und 1940er-Jahren spielte Jagger parallel zu seiner Filmkarriere auch in insgesamt acht Broadway-Produktionen, darunter das Erfolgsstück Die Tabakstraße. Ab den 1950er-Jahren war er häufiger als Gastdarsteller im Fernsehen tätig. Von 1963 bis 1965 spielte der ehemalige Lehrer in der Fernsehserie Mr. Novak die Rolle eines Schulleiters, die ihm zwei Emmy-Nominierungen einbrachte. In den 1980er-Jahren ließ Jagger seine Schauspielkarriere mit einer Gastrolle in der Krankenhausserie Chefarzt Dr. Westphall ausklingen.
Jagger starb 1991 im Alter von 87 Jahren und hinterließ seine dritte Ehefrau Etta, eine Tochter und zwei Stiefsöhne. Sein Grab befindet sich im Lakewood Memorial Park in Hughson, Kalifornien.

## Filmografie (Auswahl)
- 1929: The Woman from Hell
- 1930: Whoopee!
- 1935: Licht im Dunkeln (Wings in the Dark)
- 1935: Polizeiauto 99 (Car 99)
- 1935: Männer ohne Namen (Men Without Names)
- 1935: Das Tal des Todes (Wanderer of the Wasteland)
- 1936: Die Revolte der Zombies (Revolt of the Zombies)
- 1938: Having Wonderful Time
- 1940: Treck nach Utah (Brigham Young)
- 1941: Überfall der Ogalalla (Western Union)
- 1941: Roman einer Tänzerin (The Men in Her Life)
- 1942: Tal des Todes (Valley of the Sun)
- 1943: The North Star
- 1944: Heirate niemals einen Fremden (When Strangers Marry)
- 1945: Die Atlantik-Brücke (I Live in Grosvenor Square)
- 1946: Schwester Kenny (Sister Kenny)
- 1947: Verfolgt (Pursued)
- 1949: Der Kommandeur (Twelve O’Clock High)
- 1950: Sierra
- 1950: Stadt im Dunkel (Dark City)
- 1951: Zwei in der Falle (Rawhide)
- 1951: Am Marterpfahl der Sioux (Warpath)
- 1952: My Son John
- 1952: Terror am Rio Grande (Denver and Rio Grande)
- 1952: It Grows on Trees
- 1953: Das Gewand (The Robe)
- 1954: Die Intriganten (Executive Suite)
- 1954: Hölle 36 (Private Hell 36)
- 1954: Weiße Weihnachten (White Christmas)
- 1955: Stadt in Angst (Bad Day at Black Rock)
- 1955: Unternehmen Pelikan (The Eternal Sea)
- 1955: Ein Hundeleben (It’s a Dog’s Life)
- 1956: Testpiloten (On the Threshold of Space)
- 1956: Auf der Spur des Todes (Red Sundown)
- 1956: XX unbekannt (X the Unknown)
- 1956: Die unsichtbare Front (Three Brave Men)
- 1957: Bernardine
- 1957: Vierzig Gewehre (Forty Guns)
- 1958: Der stolze Rebell (The Proud Rebel)
- 1958: Mein Leben ist der Rhythmus (King Creole)
- 1959: Geschichte einer Nonne (The Nun’s Story)
- 1960: Eine Frau für zwei Millionen (Cash McCall)
- 1960: Elmer Gantry
- 1961: Twilight Zone (The Twilight Zone, Fernsehserie, Folge 2x20 Das alte Radio)
- 1961: Sein Name war Parrish (Parrish)
- 1961: Die Heiratsmaschine (The Honeymoon Machine)
- 1962: Spiel mit mir (Billy Rose’s Jumbo)
- 1963–1965: Mr. Novak (Fernsehserie, 46 Folgen)
- 1966: Auf der Flucht (The Fugitive, Fernsehserie, Folge 4x11)
- 1967: Shanghai Jack (First to Fight)
- 1968: Die fünf Vogelfreien (Firecreek)
- 1968: Totem (Day of the Evil Gun)
- 1969: Smith! – Ein Mann gegen alle (Smith!)
- 1970: Der Brief an den Kreml (The Kremlin Letter)
- 1970: The Brotherhood of the Bell (Fernsehfilm)
- 1971: Fluchtpunkt San Francisco (Vanishing Point)
- 1971: Bonanza (Fernsehserie, Folge 12x21 Das Denkmal)
- 1971: Die Partridge Familie (The Partridge Family, Fernsehserie, Folge 2x13)
- 1972: Das Glashaus (The Glass House, Fernsehfilm)
- 1972: Columbo: Wenn der Eismann kommt (The Most Crucial Game, Fernsehreihe)
- 1972: Kung Fu (Fernsehserie, Folge 1x02 Caine und das Band der Vergangenheit)
- 1973: Shaft (Fernsehserie, Folge 1x01)
- 1976: Die Entführung des Lindbergh-Babys (The Lindbergh Kidnapping Case, Fernsehfilm)
- 1976: Harry O (Fernsehserie, Folge 2x21)
- 1977: Das Ende der Welt (End of the World)
- 1978: Bruce Lee – Mein letzter Kampf (Game of Death)
- 1979: Die Waltons (The Waltons, Fernsehserie, Folge 7x23 Der Gründertag)
- 1980: Gideons Paukenschlag (Gideon’s Trumpet, Fernsehfilm)
- 1980: Der Horror-Alligator (Alligator)
- 1985: Chefarzt Dr. Westphall (St. Elsewhere, Fernsehserie, Folge 3x24)
- 1985: Evil Town

## Auszeichnungen
- 1950: Oscar in der Kategorie Bester Nebendarsteller für Der Kommandeur
- 1954: Spezialpreis der Jury für das beste Ensemble bei den Internationalen Filmfestspielen von Venedig für Die Intriganten
- 1960: Stern auf dem Hollywood Walk of Fame (1623 Vine Street)
- 1964: Nominierung für den Emmy in der Kategorie Bester Serienhauptdarsteller für Mr. Novak
- 1965: Nominierung für den Emmy in der Kategorie Beste Einzelleistung eines Schauspielers für Mr. Novak
- 1980: Daytime Emmy in der Kategorie Beste Einzelleistung in einem religiösen Programm für The Fisher Family (Folge: Independence and 76)